# Kluwińce

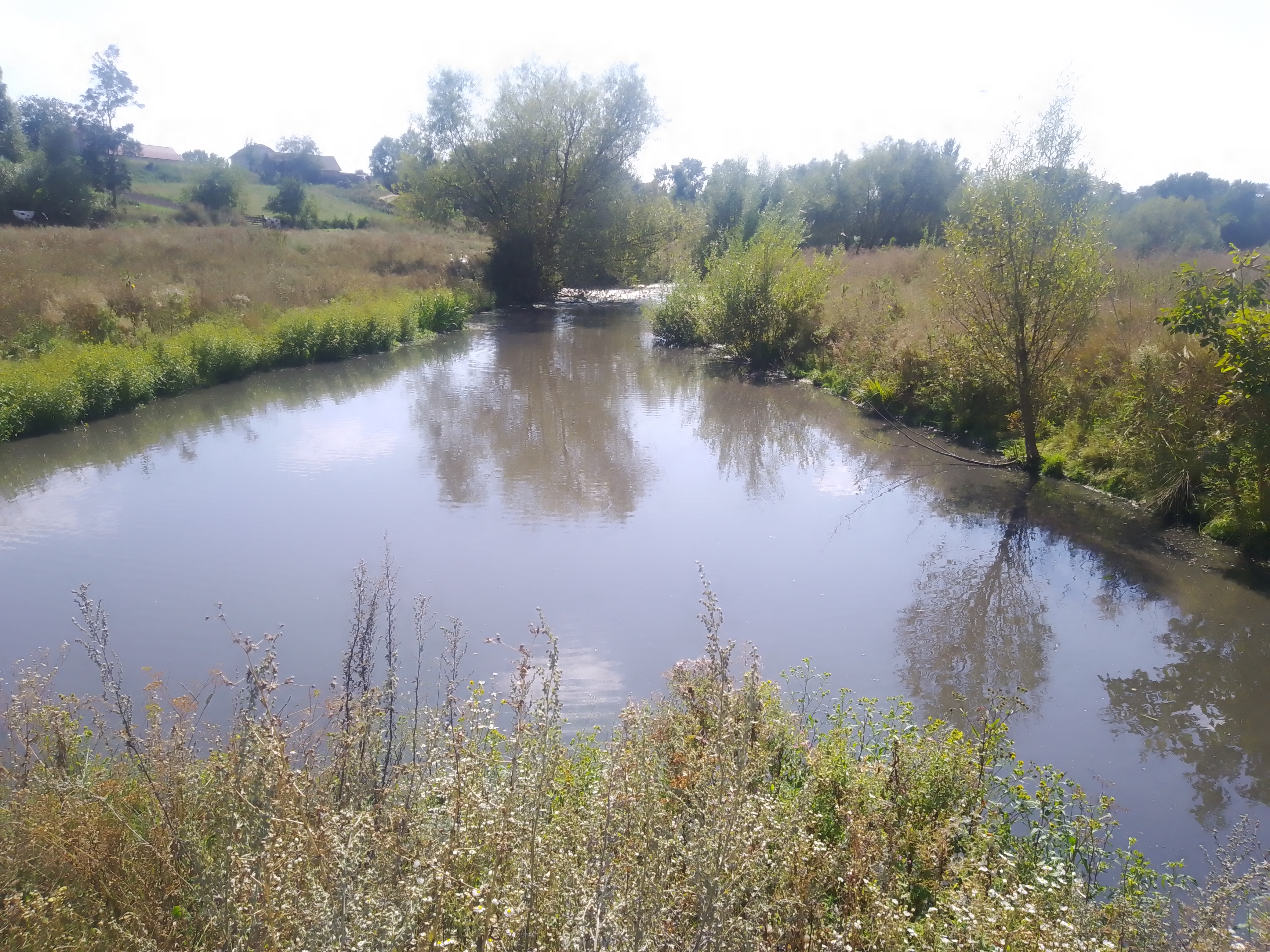
Rzeka Tajna

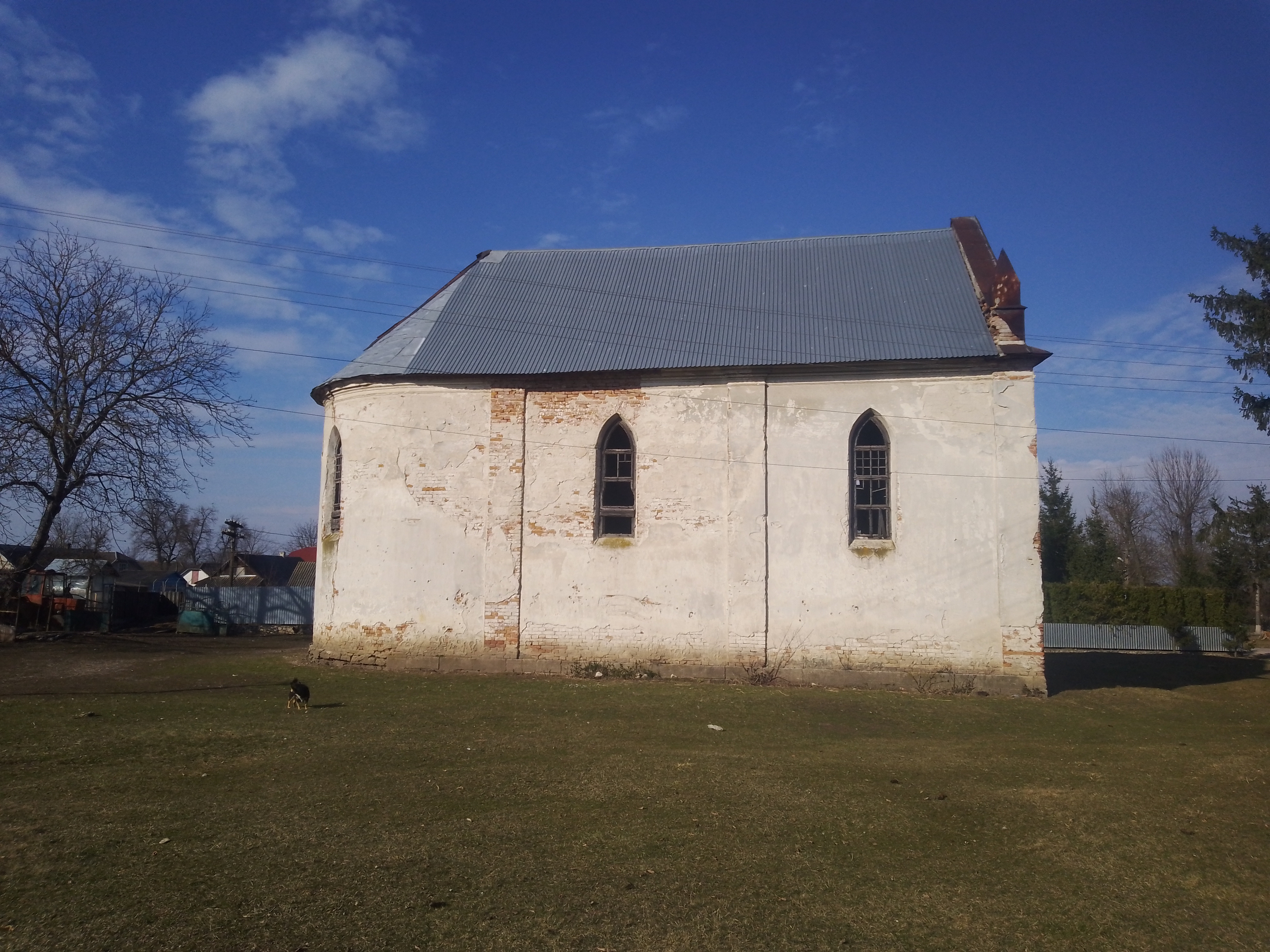
Kluwińce. Dawny Kościół Matki Bożej Wspomożycielki Wiernych

Kluwińce (ukr. Клювинці, Kluwynci) – wieś na Ukrainie, w obwodzie tarnopolskim, w rejonie czortkowskim, leżąca nad potokiem Tajna. Liczba ludności wsi wynosi 1034 mieszkańców, a jej powierzchnia to 3,024 km².
W okresie międzywojennym miejscowość znajdowała się w granicach Polski i stanowiła osobną gminę wiejską, a od 1934 roku po wprowadzeniu w życie ustawy scaleniowej weszła w skład gminy Chorostków. W 1921 roku liczba mieszkańców wynosiła 1797, w tym 1076 Ukraińców, 672 Polaków i 49 Żydów.
W marcu 1944 banderowcy porwali ze wsi i zabili 16 polskich kobiet i dzieci. Pod koniec października 1944 roku zabili kolejnych 20 Polaków.
Po II wojnie światowej znalazła się w granicach Związku Radzieckiego, a po jego rozpadzie w 1991 roku weszła w skład Ukrainy.
Dawny Kościół Matki Bożej Wspomożycielki Wiernych. 
Do 2020 w rejonie husiatyńskim. 